# Bolboceratex spurius
Bolboceratex spurius är en skalbaggsart som beskrevs av Louis Albert Péringuey 1901. Bolboceratex spurius ingår i släktet Bolboceratex och familjen Bolboceratidae. Inga underarter finns listade.